# Saus, Camallera i Llampaies
Saus, Camallera i Llampaies es un municipio español de la provincia de Gerona, en la comunidad autónoma de Cataluña. Ubicado en la comarca del Alto Ampurdán, tiene una población de 898 habitantes (INE 2024) y comprende las localidades de Saus, Camallera —donde está la sede del ayuntamiento— y Llampaies.

## Toponimia
Hasta octubre del año 2006 su nombre oficial era solamente «Saus». En esa fecha se añadieron los nombres de las localidades de Camallera y Llampayas (en la forma catalana Llampaies) al nombre oficial.

## Geografía
Situado en el límite con las comarcas del Bajo Ampurdán y el Gironés, entre los ríos Ter y Fluviá, regado por el afluente de este último, la riera de Cotet.
Su economía se reparte entre la agricultura de secano, la ganadería e industrias de materiales de construcción, metal y confección.
En su término hay varios yacimientos, de la época romana, se cree que pasaba la Vía Augusta que unía Tarraco con Roma, en cuyos alrededores se han encontrado multitud de piezas de cerámica romana.
En la actualidad la capital del municipio es Camallera, donde se encuentra la casa consistorial.

## Entidades de población
- Saus, centro histórico del municipio.
- Camallera, sede del ayuntamiento.
- Llampayas (en catalán y oficialmente, Llampaies)

## Demografía
Saus, Camallera i Llampaies cuenta con una población de 898 habitantes (INE 2024).
| Gráfica de evolución demográfica de Saus, Camallera i Llampaies entre 1842 y 2021 |
| |
| Población de derecho según los censos de población del INE Población de hecho según los censos de población del INEEn estos censos se denominaba Saus: 1842, 1857, 1860, 1877, 1887, 1897, 1900, 1910, 1920, 1930, 1940, 1950, 1960, 1970, 1981, 1991 y 2001 Entre el censo de 1857 y el anterior, crece el término del municipio porque incorpora a Camallera y Llampayas |

| 1497 | 1515 | 1553 | 1717 | 1787 | 1857 | 1877 | 1887 | 1900 |
| ---- | ---- | ---- | ---- | ---- | ---- | ---- | ---- | ---- |
| 36   | 9    | 39   | 337  | 573  | 844  | 826  | 782  | 708  |

| 1910 | 1920 | 1930 | 1940 | 1950 | 1960 | 1970 | 1981 | 1990 |
| ---- | ---- | ---- | ---- | ---- | ---- | ---- | ---- | ---- |
| 713  | 724  | 712  | 722  | 814  | 825  | 805  | 714  | 700  |

| 1992 | 1994 | 1996 | 1998 | 2000 | 2002 | 2004 | 2006 | — |
| ---- | ---- | ---- | ---- | ---- | ---- | ---- | ---- | - |
| 705  | 697  | 703  | 688  | 688  | 719  | 713  | 737  | — |

## Lugares de interés
- Iglesia de San Bartolomé de Camallera. Documentada del siglo XIII
- Ermita de San Sebastián. Año 1565.
- Iglesia de Santa Eugenia. Portada románica, sobre la cual hay una cruz de piedra que pertenece a la orden de los Templarios.
- Iglesia de San Martín de Llampaies. Románica.
- Yacimientos arqueológicos en Llampayas.
- Yacimientos arqueológicos en Saus. Época romana.